# Kirovo-Čepeckij rajon
Il Kirovo-Čepecksij rajon (in russo Кирово-Чепецкий район?) è un rajon dell'Oblast' di Kirov, nella Russia europea. Istituito nel 1929, il capoluogo è Kirovo-Čepeck.